# Балакаєв Олексій Гучинович
Балака́єв Олексі́й Гучи́нович (калм. Балакан Алексей; нар.10 лютого 1928 — пом.9 травня 1998) — калмицький письменник.
Член КПРС з 1962. Автор вступної статті до збірки перекладів калмицькою мовою «Поезії» Тараса Шевченка (Еліста, 1964).